# Villingordo
El Paratge Natural Villingordo és un paratge natural municipal del municipi de Setaigües (Foia de Bunyol) protegit la Generalitat Valenciana el 6 de juliol de 2006.

## Situació geogràfica
Geogràficament, l'àmbit del paratge es correspon amb la conca vessant de la rambla del Fresnal, situada a la capçalera del riu Millars, aquesta s'obri pas entre la serra de Malacara per a desguassar els vessaments procedents del pla del Rebollar (Requena) i les vessants de la serra de Tejo, Montote i Malacara. Es tracta d'un terreny forestal amb vessants de pendent acusat pertanyents a la serra de Malacara, que estan separats en dos blocs a un costat i a l'altre de la rambla. El pas discontinu d'aigua ha mantingut el traçat del llit a pesar de l'espenta patida gradualment durant el període d'elevació de la muntanya.

## Geologia
En l'àmbit del paratge dominen els materials del Cretaci; generalment es troben dolomies sacaroides, compactes o friables, a excepció d'una franja estreta situada al sud on apareixen calcàries gris clar, localment dolomítiques.
Tectònicament l'àrea està bastant fragmentada a l'est del paratge, a la serra de Malacara. Una d'aquestes falles, amb orientació nord-sud, coincideix aproximadament amb el límit est del paratge.

## Vegetació
Trobem al paratge tres unitats bàsiques de vegetació: àrees de pineda, matolls i vegetació de ribera.
La pineda de pi blanc (Pinus halepensis) és la formació predominant, que cobreix la major part de la superfície del paratge. El matoll correspon a grans trets amb les típiques formacions de matoll termomediterrani, amb predomini de coscoll (Quercus coccifera) i llentiscle (Pistacia lentiscus) i amb aparició en les zones més degradades de comunitats de labiades amb espècies com el romer (Rosmarinus officinalis) i diverses varietats de timons (Thymus sp.). Amb aquestes trobem exemplars de ginebre (Juniperus oxycedrus), de carrasques (Quercus ilex) i més rarament de freixe de flor (Fraxinus ornus) en les orientacions d'ombria. La formació de matoll es desenvolupa tant en les zones despoblades d'arbres com sota la pineda, formant sotabosc. Als voltants de la rambla, en els racons fondos i les fresques vessants que segueixen el recorregut del curs estacional d'aigua, i que s'ha determinat com la unitat ecològica de ribera, abunden el freixe de flor i altres frondoses com l'alborç (Arbutus unedo), o els aurons (Acer opalus), i també es troben comunitats relacionades amb les lleres i llits de cudols i graves com el baladrar (Nerium oleander).

### Protecció de la flora
En l'entorn del paratge es troben vuit hàbitats naturals d'interés per als quals la Directiva d'hàbitats indica que s'han d'establir zones especials de protecció. Entre ells n'hi ha tres classificats com a prioritaris.
Els hàbitats englobats en el codi Natura 2000: 6220 designen un gran grup d'herbassars i pastius que es desenvolupen majoritàriament sobre sòls calcaris, formant paisatges estèpics dominats per gramínies i altres espècies anuals. Els pastius efímers d'hivern i principi
de la primavera amb Hornungia petraea pertanyents a la classe Tuberarietea guttatae formen un tapís continu integrat per plantes molt xicotetes, ben sovint de menys de 5 cm d'alçada. Les plantes més freqüents són crucíferes de floració hivernal, acompanyades per una llista extensa de plantes efímeres diminutes, entre les quals s'inclou Saxífraga tridactylites, Veronica sp. i Viola kitaibeliana. A la tardor i hivern aquests pastius mostren un tapís continu de briòfits, en el qual resulten especialment abundants les espècies del gènere Bryum.
Els hàbitats englobats en el codi Natura 2000: 9560 (subtipus 9561) designen un gran grup d'herbassars i pastius que es desenvolupen majoritàriament sobre sòls calcaris, formant paisatges estèpics dominats per gramínies i altres espècies anuals.

## Fauna
Respecte a la fauna, mereix destacar-se la presència de les següents espècies protegides pel Decret 32/2004, de 27 de febrer, del Consell, pel qual es crea i regula el Catàleg valencià d'espècies de fauna amenaçades, i s'estableixen categories i normes per a la seua protecció.
Entre l'herpetofauna figuren cinc espècies protegides: la granota (Rana perezi) i el gripau comú (Bufo bufo), el fardatxo (Lacerta lepida) i la colobra bastarda (Malpolon monspessulanus). Entre les espècies d'aus protegides es troben l'alosa (Alauda arvensis), el gaig (Garrulus glandarius) i el cruixidell (Miliaria calandra). L'àguila de panxa blanca (Hieraetus fasciatus) té la consideració de vulnerable.
Entre els mamífers protegits hi figuren la rata d'aigua (Arvicola sapidus), la musaranya comuna (Crocidura russula), la fagina (Martes foina), el teixó (Meles meles), la mostela (Mustela nivalis) i l'esquirol (Sciurus vulgaris). A més d'aquestes podem trobar al paratge un ampli ventall d'espècies, majoritàriament d'aus, que resultaria massa extens enumerar ací.

## Paisatge
El paratge conforma una interessant unitat de paisatge dominada per la massa de pineda, tallada per la rambla del Fresnal, amb els seus vessants i meandres. La relativa dificultat d'accés de l'enclavament –que només es pot recórrer per una senda– i la presència de bosc ofereixen interessants panoràmiques i proporcionen una interessant opció de gaudi de la naturalesa tant per als habitants de la localitat com per als visitants.

## Presència humana
Pel que fa als valors patrimonials, cal esmentar que fins al moment no s'hi han descrit jaciments en l'àmbit del paratge, però molt prop, a menys de 500 m al sud-est hi ha dos jaciments denominats Puntal del Capador i Cueva Millán. El primer d'aquests correspon a un poblat de l'edat del bronze on s'han trobat fragments de ceràmica i restes d'un molí. El segon se situa a uns 50 metres de l'anterior i es tracta d'un avenc utilitzat com a necròpoli.